# Municipio de Troy (condado de Perry)
El municipio de Troy (en inglés: Troy Township) es un municipio ubicado en el condado de Perry en el estado estadounidense de Indiana. En el año 2010 tenía una población de 11965 habitantes y una densidad poblacional de 104,26 personas por km².

## Geografía
El municipio de Troy se encuentra ubicado en las coordenadas 37°57′40″N 86°42′55″O / 37.96111, -86.71528. Según la Oficina del Censo de los Estados Unidos, el municipio tiene una superficie total de 114.76 km², de la cual 111.47 km² corresponden a tierra firme y (2.87%) 3.3 km² es agua.

## Demografía
Según el censo de 2010, había 11965 personas residiendo en el municipio de Troy. La densidad de población era de 104,26 hab./km². De los 11965 habitantes, el municipio de Troy estaba compuesto por el 97.84% blancos, el 0.24% eran afroamericanos, el 0.28% eran amerindios, el 0.48% eran asiáticos, el 0.02% eran isleños del Pacífico, el 0.23% eran de otras razas y el 0.9% pertenecían a dos o más razas. Del total de la población el 0.96% eran hispanos o latinos de cualquier raza.